# Поляризатор

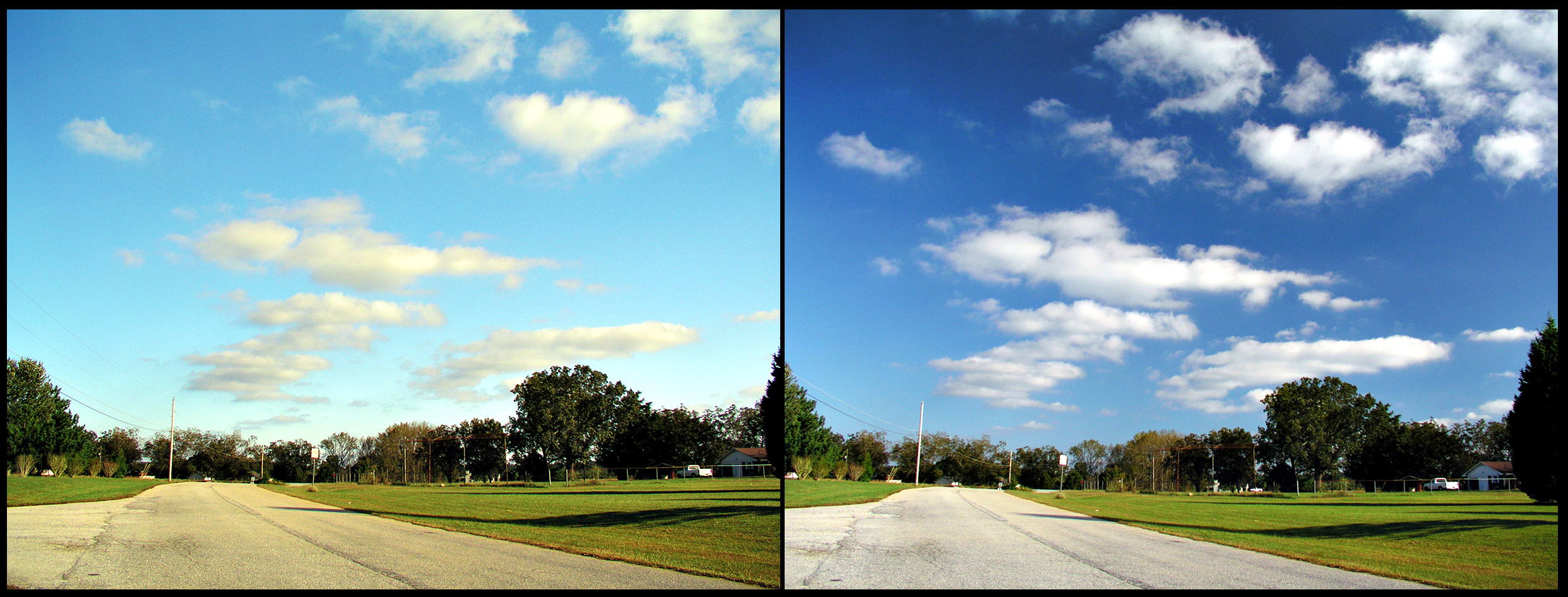
Приклад використання поляризаційного фільтра у фотографії

Поляризатор (поляризаційний фільтр) - це оптичний фільтр, що пропускає певну поляризацію електромагнітних хвиль, в т.ч. - світла. За способом поляризації і будовою поляризаційної решітки розрізняють лінійні («linear») та циркулярні («circular») поляризатори.
Окрім поляризаторів в оптичному діапазоні також існують поляризатори для інших діапазонів електромагнітного випромінювання: НВЧ, радіохвиль, рентгенівського випромінювання.
У фотографії поляризаційні фільтри використовуються для досягнення різних художніх ефектів (усунення відблисків, затемнення неба).

## Види поляризаційних фільтрів

### Лінійні поляризаційні фільтри
Лінійні фільтри пропускають світло з поляризацією тільки в одній площині. Можна повертати фільтр для вибору необхідної площини, світло при цьому буде завжди лінійно поляризованим. Ці фільтри прості і недорогі, добре підходять до камер з ручним фокусуванням без автоматичного виміру експозиції.

### Циркулярні поляризаційні фільтри

Анімація візуальних змін поляризатора перед екраном плоскопанельного дисплею

Циркулярний поляризаційний фільтр використовується для камер з автоматичним фокусуванням. Коштує він дорожче лінійного. З його зовнішнього боку знаходиться звичайний лінійний фільтр, з внутрішньої прилаштовується чвертьхвильова пластинка, яка перетворює лінійну поляризацію в кругову. Циркулярні фільтри відмінно працюють на будь-яких камерах.